# Watcharin Pinairam
Watcharin Pinairam (thailändisch วัชรินทร์ พินัยรัมย์, * 11. September 2002) ist ein thailändischer Fußballspieler.

## Karriere
Watcharin Pinairam steht seit 2021 beim Nakhon Ratchasima FC unter Vertrag. Der Verein aus Nakhon Ratchasima spielt in der ersten Liga, der Thai League. Sein Erstligadebüt gab Watcharin Pinairam am 14. November 2021 (13. Spieltag) im Auswärtsspiel gegen Ratchaburi Mitr Phol. Hier wurde er in der 85. Minute für Abdulhafiz Bueraheng eingewechselt. Ratchaburi gewann das Spiel 3:2. Für Nakhon Ratchasima bestritt er fünf Erstligaspiele. Die Saison 2022/23 wurde er an den Drittligisten Bankhai United FC ausgeliehen. Mit dem Verein spielte er fünfmal in der Eastern Region der Liga. Nach Vertragsende beim Nakhon Ratchasima FC schloss er sich im Sommer 2023 dem Drittligaaufsteiger Suranaree Black Cat FC an. Der Verein, der ebenfalls in Nakhon Ratchasima beheimatete ist, spielte in der North/Eastern Region der Liga. Nach acht Ligaspielen wurde sein Vertrag im Sommer 2024 nicht verlängert.